# 林天乙
林天乙（1944年8月—2020年1月2日），男，福建晋江人，中国历史学家，厦门大学教授。

## 生平
1944年8月生于福建省晋江县安海镇前埔林暦村。1965年9月至1969年7月在福建师范学院历史系学习。1970年8月留校待分配工作。1970年9月至1971年8月在晋江西滨6735部队军垦农场锻炼。1971年9月进入厦门大学历史系工作，历任助教、讲师、副教授、教授。1991年1月加入中国共产党。2004年8月退休。长期从事中国现代史、中国革命史、中国共产党党史、中华人民共和国史的教学与科研工作。主编《中共闽粤赣边区史》《中央革命根据地史要》等书籍，代表性论文《略论李德与第五次反围剿的失败》《略论中央红军长征中的战略转变》等。
2019年因患肝、胆管癌伴生肾衰竭，在厦门市第一医院重症病房住院治疗。2020年1月2日8时35分逝世。